# Liparophyllum capitatum
Liparophyllum capitatum är en vattenklöverväxtart som först beskrevs av Christian Gottfried Daniel Nees von Esenbeck, och fick sitt nu gällande namn av Tippery och Les. Liparophyllum capitatum ingår i släktet Liparophyllum och familjen vattenklöverväxter. Inga underarter finns listade i Catalogue of Life.